# Stazione di Giugliano-Qualiano
La stazione di Giugliano-Qualiano (detta localmente stazione di Ponte Riccio) è una stazione ferroviaria posta sul passante ferroviario di Napoli, nella località di Ponte Riccio, a ridosso della zona industriale, estrema periferia di Giugliano in Campania e serve, oltre a questa, il comune di Qualiano.
Entrambi i centri abitati sono situati ad una notevole distanza dalla linea ferroviaria, che rende la stazione inservibile agli utenti a piedi, in quanto mal interconnessa al trasporto pubblico su gomma.

## Storia
La stazione nasce nel 1927, poco dopo l'apertura della tratta tra Villa Literno e Pozzuoli Solfatara. Il fabbricato viaggiatori originario, ormai diventato un rudere, si trova a poche decine di metri più nord della moderna struttura. In passato era dotata di un ufficio movimento su banchina che con dei successivi lavori per la rimozione del secondo binario (presente tra il 1° e il 2° attuale) è stato smantellato e spostato all'interno del Fabbricato Viaggiatori.

## Strutture e impianti
La stazione di Giugliano-Qualiano è composta da un fabbricato viaggiatori che però è costantemente chiuso e quindi non ospita alcun servizio per i viaggiatori.
Si contano due binari passanti per il servizio passeggeri, muniti di due banchine sulle quali sono in corso lavori di ammodernamento con la costruzione di nuove pensiline e di un sottopassaggio. Vi è anche qualche binario tronco per l'area dello scalo merci, il quale però non è più utilizzato ed è abbandonato. In generale l'intera stazione versa in condizioni di degrado.

## Movimento
Il traffico viaggiatori è ridotto rispetto al gran numero della popolazione, a causa della notevole distanza dal centro abitato, ma anche, in parte per effetto della stazione metropolitana (più efficiente e vicina al centro abitato), in parte per l'assenza di servizi essenziali come un parcheggio sorvegliato e punti informativi. Nella stazione fermano, infatti, esclusivamente treni regionali per Napoli Campi Flegrei e Villa Literno.

## Servizi
Da Trenitalia la stazione è classificata nella categoria bronze. Manca la biglietteria e non ci sono panchine.

## Interscambi
- Fermata autobus

## Nella cultura di massa
In questa stazione è stata girata una scena del film Scusate il ritardo di Massimo Troisi. Si può notare la presenza dell'ex ufficio Movimento successivamente smantellato, ed anche l'area dell'ex scalo merci.